# Битва при Ріволі
Битва при Ріволі — одна із битв італійської кампанії Наполеона 1796—1797 років.

## Історія

### Передісторія
В листопаді 1796 року створена торік Директорія мала намір закінчити війну в Італії на більш-менш вигідних для себе умовах. Почались перемовини, але вони розбилися об один камінь — місто-фортецю Мантую. У вересні цього ж року австрійський граф, фельдмаршал Дагоберт фон Вурмзер опинився у облозі в цьому місті з більш ніж 18000 чоловік.

### Опис битви
14 січня 1797 року п'ять австрійських дивізій під командуванням генерала Йозефа Альвінці атакували позиції Наполеона на висотах Ріволі, де перебували 30 000 солдатів з 60 гарматами. Під сильним натиском Бонапарт удав помилковий відступ і навіть запропонував перемир'я. Однак годинний перепочинок він використовував для перерозподілу своїх сил, після чого вщент розгромив противника. Особливо відзначився у битві генерал Андре Массена, який згодом саме за цей бій отримає від імператора Наполеона титул герцога Ріволійского.

### Наслідки
В ході дводенного бою при Ріволі генерал Альвінці втратив 14 000 осіб, у тому числі 11 000 полоненими. Втрати французів склали 3200 чоловік.
Поразка австрійців відкрила французам дорогу на Мантую, зайняту військами генерала Вурмзера. Осаджена фортеця протрималася до кінця січня, а вже 2 лютого 1797 року австрійський гарнізон, бачачи безглуздість подальшого опору, склав зброю. Капітуляція Мантуї фактично завершила завоювання Північної Італії французами.